# راک‌تن
راک‌تن (انگلیسی: RockTenn) شرکت بسته‌بندی آمریکایی است، که در سال ۱۹۷۳ تأسیس شد.